# Kuusisaari (ö i Lappland, Norra Lappland, lat 67,24, long 25,47)
Kuusisaari är en ö i Finland. Den ligger i sjön Kukasjärvi och i kommunen Sodankylä i den ekonomiska regionen Norra Lappland och landskapet Lappland, i den norra delen av landet, 800 km norr om huvudstaden Helsingfors. Öns area är 1,3 hektar och dess största längd är 170 meter i sydöst-nordvästlig riktning.